# Zatoka tętnicy szyjnej

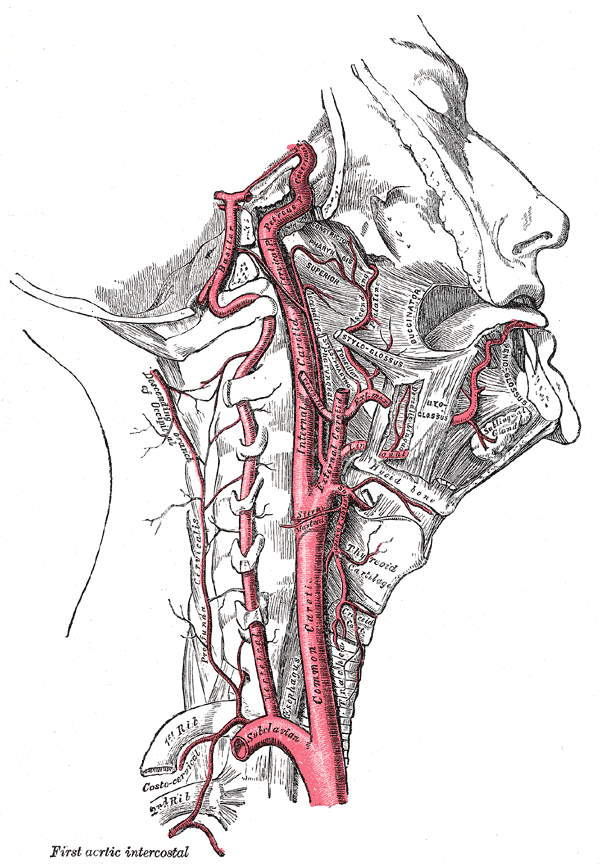
Topografia tętnic szyi, widoczne miejsce podziału tętnicy szyjnej wspólnej.

Zatoka tętnicy szyjnej (łac. sinus caroticus, ang. carotid sinus) – w anatomii człowieka poszerzony odcinek tętnicy szyjnej wspólnej tuż przed jej podziałem na tętnicę szyjną wewnętrzną i tętnicę szyjną zewnętrzną. Zatoka tętnicy szyjnej zawiera liczne baroreceptory. Receptory te pod wpływem zmian ciśnienia krwi tętniczej wysyłają impulsację do jądra nerwu błędnego i ośrodka naczynioruchowego w pniu mózgu, a dokładniej do części zwanej: rdzeniem przedłużonym.Ramię odśrodkowe odruchu stanowią włókna nerwu błędnego dochodzące do węzła zatokowego i węzła przedsionkowo-komorowego, modulując pracę serca w odpowiedzi na sygnały z zatoki tętnicy szyjnej.
U niektórych osób odruch jest szczególnie nasilony: ucisk na zatokę może powodować u nich znaczne spowolnienie akcji serca, czego efektem bywa omdlenie. Jednocześnie ten rękoczyn ("masaż zatoki") jest wykorzystywany jako pierwsza interwencja w opanowywaniu niektórych typów częstoskurczu nadkomorowego.